# Probreviceps
Probreviceps es un género de ranas de la familia Brevicipitidae que se encuentra en las selvas montanas de Tanzania y Zimbabue. 

## Especies
Se reconocen las siguientes según ASW:
- Probreviceps durirostris Loader, Channing, Menegon & Davenport, 2006
- Probreviceps loveridgei Parker, 1931
- Probreviceps macrodactylus (Nieden, 1926)
- Probreviceps rhodesianus Poynton & Broadley, 1967
- Probreviceps rungwensis Loveridge, 1932
- Probreviceps uluguruensis (Loveridge, 1925)